# Zeya (satélite)
Zeya fue un satélite artificial ruso lanzado el 4 de marzo de 1997 desde Svobodniy. Reentró en la atmósfera el 25 de octubre de 1999.

## Objetivos
La misión de Zeya fue realizar pruebas de navegación y geodesia desde una órbita heliosincrónica.

## Características
El satélite fue diseñado por estudiantes de ingeniería de la academia militar Mozhaiskiy y construido por NPO-PM. 
El lanzamiento supuso el estreno del cosmódromo de Svobodniy y el primer satélite lanzado por un cohete Start 1 (un ICBM reconvertido).